# Antonio Dattilo Rubbo
Antonio Salvatore Dattilo Rubbo (Nápoles, Italia, 21 de junio de 1870 – Sídney, Australia, 1 de junio de 1955) fue un artista y docente italiano activo en Australia a partir de 1897.

## Biografía
Dattilo Rubbo pasó su primera infancia en la localidad napolitana de Frattamaggiore, en el Sur de Italia. Estudió pintura con Domenico Morelli y Filippo Palizzi, antes de emigrar a Sídney, en Australia, en 1897. Desde 1898, enseñó en escuelas locales como St. Joseph's College, Kambala School, The Scots College y Newington College. Fue un profesor de arte inspirador, acercando a toda una generación de pintores australianos al modernismo a través de su escuela de arte (fundada en 1898) y sus clases de arte que dio en la Royal Art Society de Nueva Gales del Sur.
A diferencia de casi todos los profesores de arte en Australia en ese entonces, no era un reaccionario y animaba a sus estudiantes que experimentaran estilos radicalmente diferentes que el suyo, como el posimpresionismo y el cubismo. En 1916, retó a un duelo a un miembro del comité de la Royal Art Society porque se había negado a colgar un paisaje pintado en estilo posimpresionista por su alumno Roland Wakelin. Entre los estudiantes de Dattilo Rubbo, se encuentran Norah Simpson, Frank Hinder, Grace Cossington Smith, Donald Friend, Roy De Maistre, Roy Hodgkinson, Arthur Murch, Roy Dalgarno, Tom Bass y muchos más. En 1924 contribuyó a fundar la Manly Art Gallery and Historical Collection, que alberga más de ciento treinta de sus obras.
Cuando Dattilo Rubbo se retiró, Giuseppe Fontanelli Bissietta, miembro de su equipo de docentes y del colectivo artístico Six Directions, se hizo cargo de su escuela ADR, en la Calle Pitt de Sídney.